# Liste der Auslandsvertretungen Lesothos

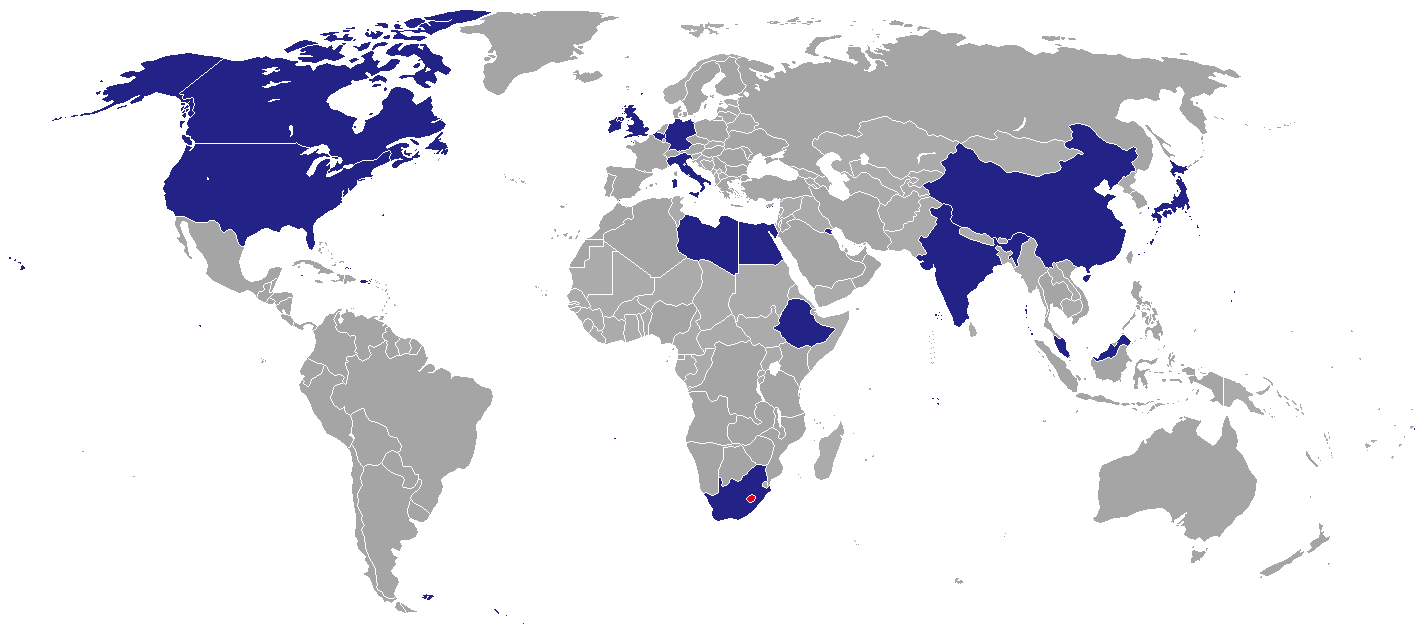
Standorte der diplomatischen Vertretungen Lesothos

Dies ist eine Liste der diplomatischen und konsularischen Vertretungen Lesothos.

## Diplomatische und konsularische Vertretungen

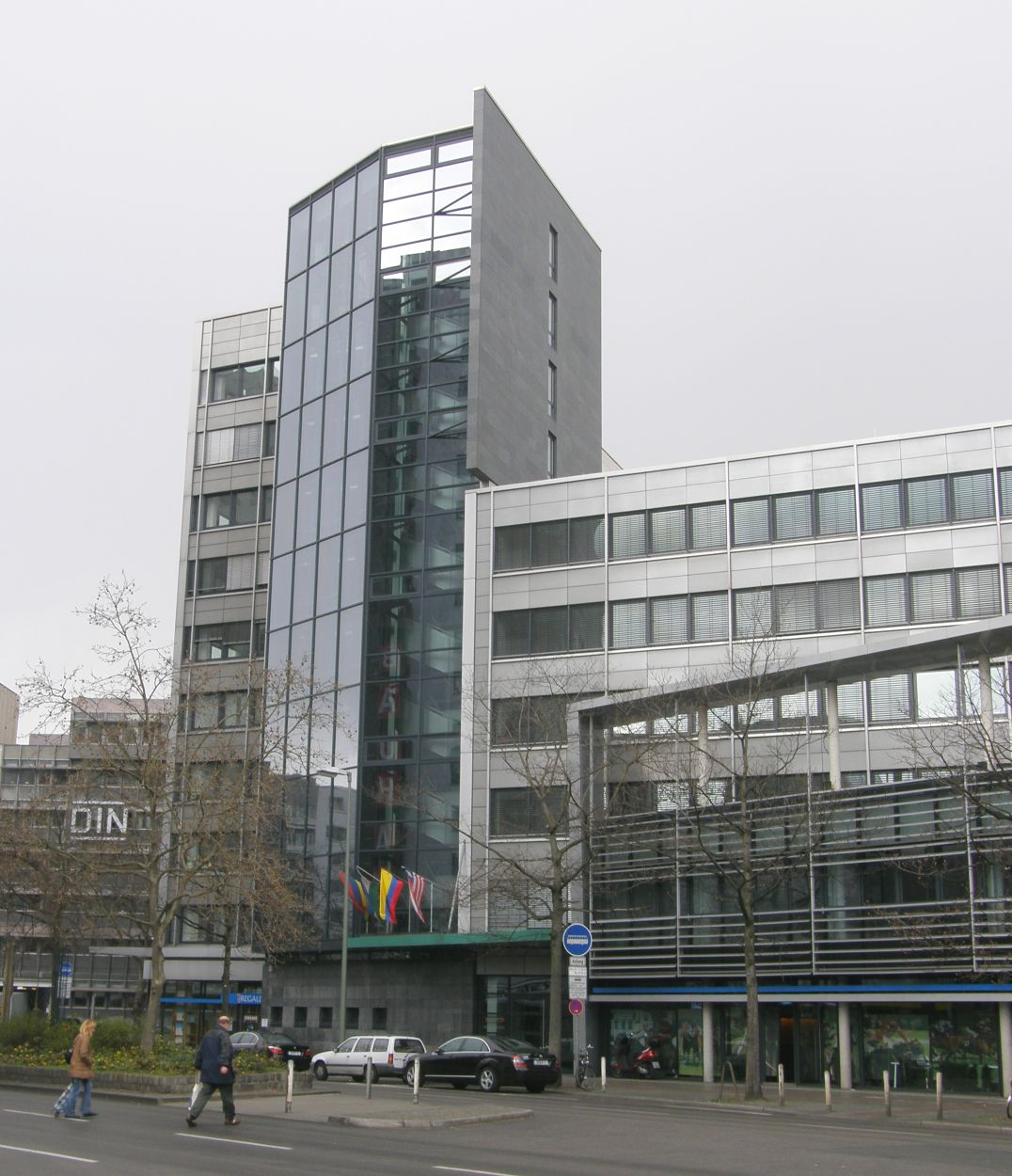
Botschaft von Lesotho in Berlin

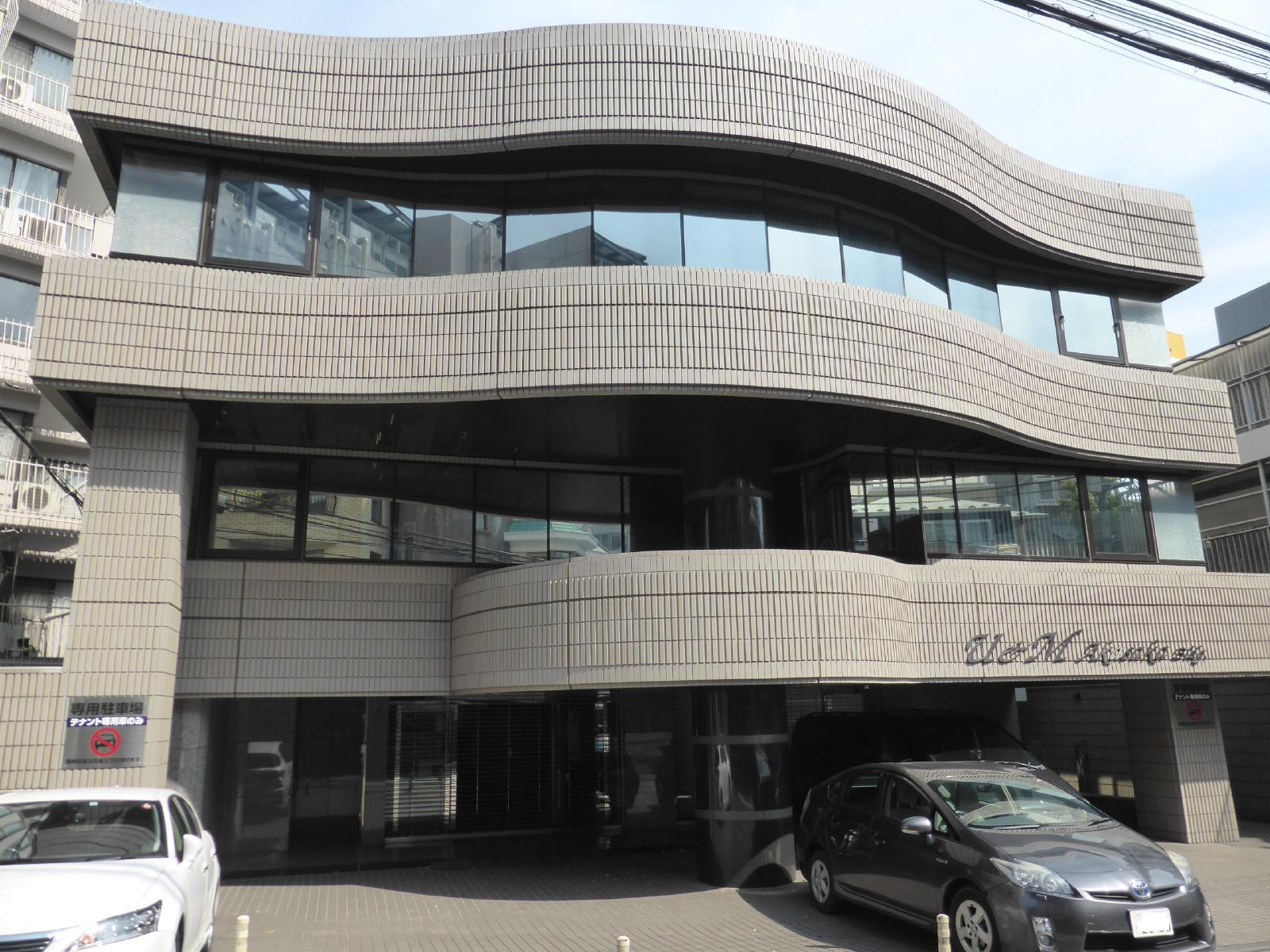
Botschaft von Lesotho in Tokio

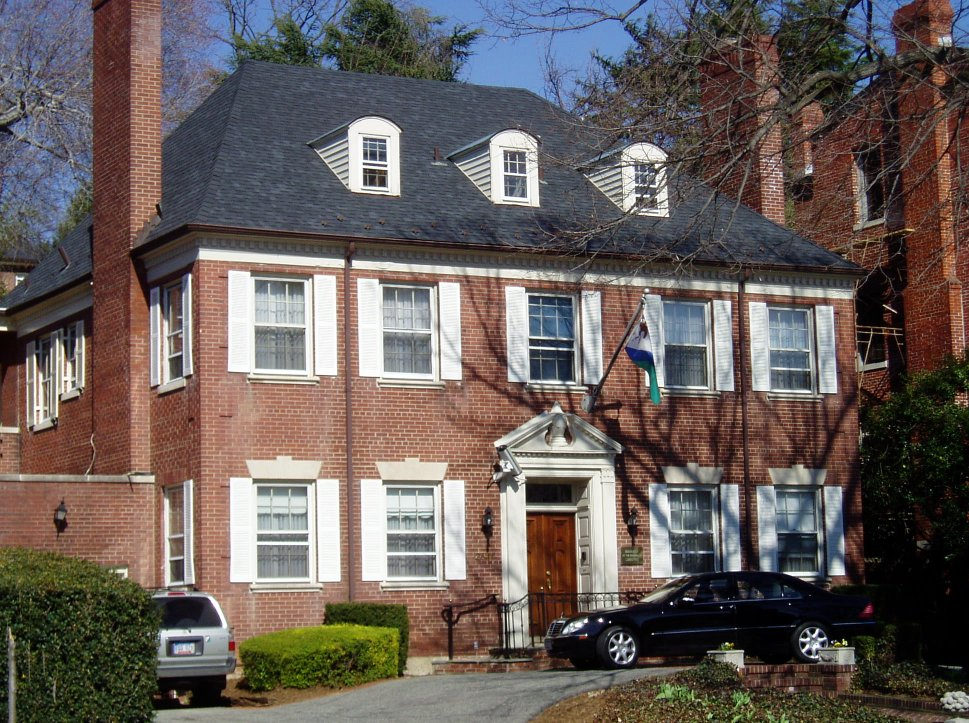
Botschaft von Lesotho in Washington, D.C.

### Afrika
| - Ägypten: Kairo, Botschaft - Äthiopien: Addis Abeba, Botschaft - Libyen: Tripolis, Botschaft - Südafrika: Pretoria, Hohe Kommission | - Südafrika: Kapstadt, Generalkonsulat - Südafrika: Durban, Generalkonsulat - Südafrika: Klerksdorp, Konsulat - Südafrika: Welkom, Konsulat |

### Asien
| - Volksrepublik China: Peking, Botschaft - Indien: Neu-Delhi, Hohe Kommission | - Japan: Tokio, Botschaft - Malaysia: Kuala Lumpur, Hohe Kommission |

### Europa
| - Belgien: Brüssel, Botschaft - Deutschland: Berlin, Botschaft - Irland: Dublin, Botschaft | - Italien: Rom, Botschaft - Vereinigtes Königreich: London, Hohe Kommission |

### Nordamerika
- Kanada: Ottawa, Hohe Kommission
- Vereinigte Staaten: Washington, D.C., Botschaft

## Vertretungen bei internationalen Organisationen
- Vereinte Nationen: New York, Ständige Mission
- Europäische Union: Brüssel, Mission